# Psathyrella candolleana
Psathyrella candolleana là một loài nấm trong họ Psathyrellaceae.

## Hình ảnh

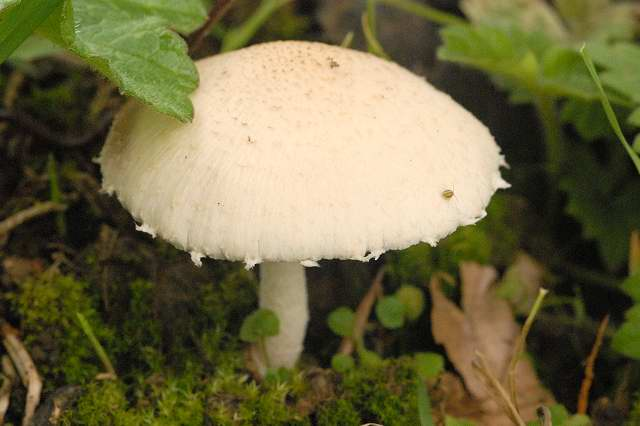
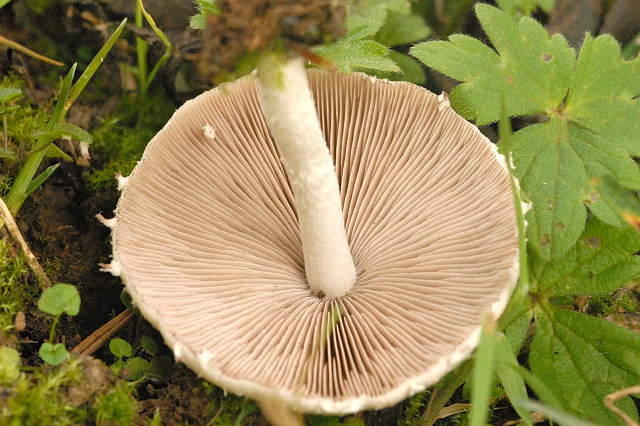
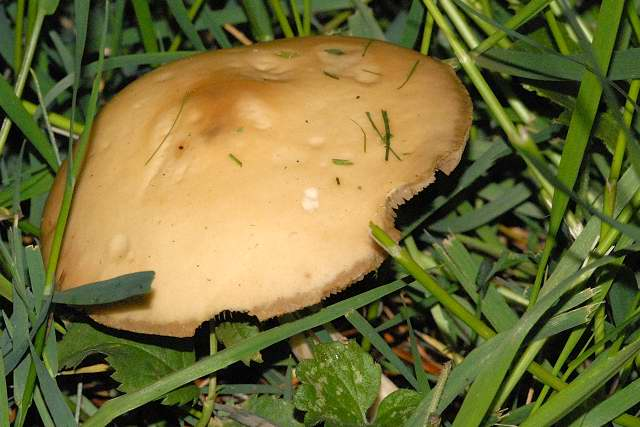
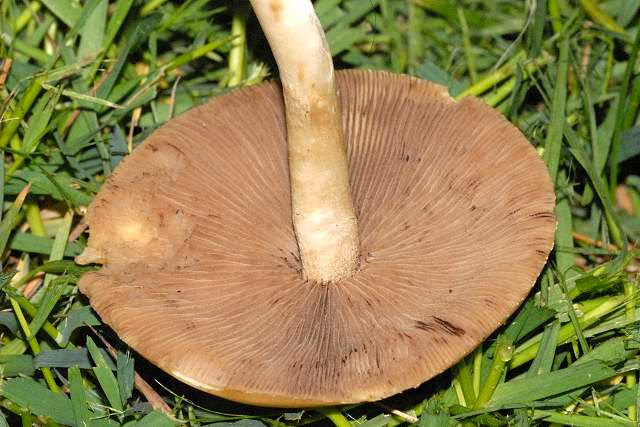